# Procurador de los tribunales

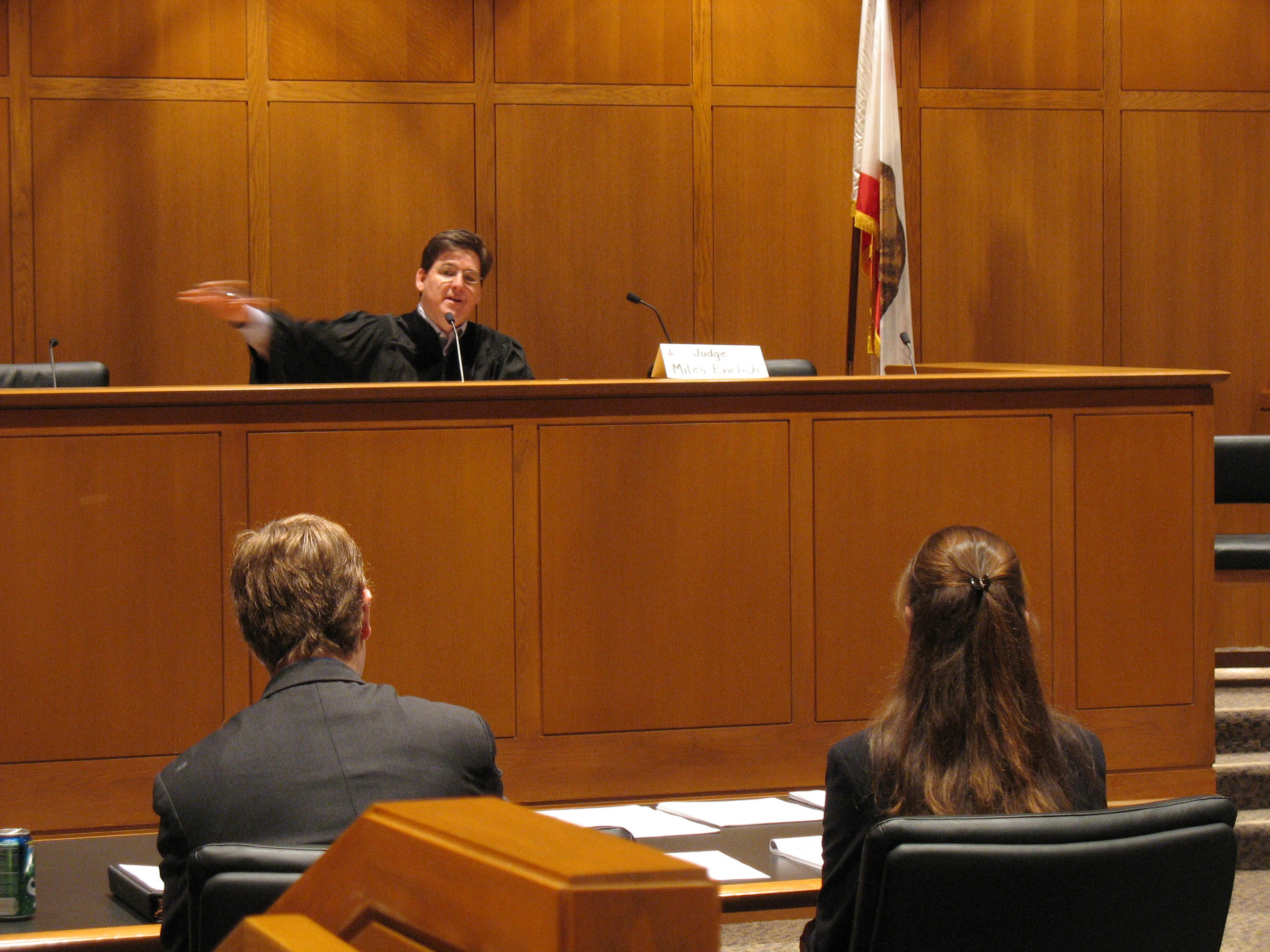
El procurador de los tribunales en España desempeña funciones representativas en Derecho, ante los juzgados y tribunales de justicia, y encauza la llevanza formal y efectiva de la vía de apremio y ejecución judicial.

El procurador de los tribunales, es el profesional del derecho que de manera exclusiva representa a sus clientes ante los juzgados y tribunales. Dentro de su marco estatutario colabora con el sistema público de justicia, sirviendo de conexión jurídico-formal entre los tribunales y los ciudadanos incursos en causas judiciales, abreviando técnicamente los trámites de los actos de comunicación procesal: requerimientos, notificaciones, emplazamientos y citaciones. Por razón de esto último las Leyes de enjuiciamiento, civil y penal, establecen la obligatoriedad de la contratación de procurador para poder comparecer en las causas judiciales más complejas. 
El procurador examina y realiza el seguimiento tanto de los escritos que presenta en el decanato del juzgado como de las notificaciones que posteriormente envía a los abogados. Cuando existen errores o deficiencias, los pone en conocimiento de los abogados o de la oficina judicial para que sean subsanados, siempre dentro de plazo. De ahí que el procurador deba conocer todo el derecho procesal vigente. También realiza el traslado de escritos a la parte contraria en el pleito e informa a su cliente sobre el transcurso del proceso. Otra función importante radica en la ejecución de resoluciones judiciales (autos, sentencias y decretos), siendo en muchos casos el impulsor de las mismas.

## Función ejecutiva
Aparte de representar al cliente y colaborar con la Administración de Justicia, simplificando el perfeccionamiento de los actos de comunicación procesal (requerimientos, notificaciones, emplazamientos y citaciones), ejercen una función primordial en la llamada vía de apremio jurisdiccional, dentro de la cual facilitan la culminación de los trámites necesarios para la ejecución de las resoluciones judiciales (autos y sentencias de los jueces y magistrados, y decretos de los secretarios judiciales), y en modo especial ejecutan la traba y realización de patrimonios afectados al cumplimiento de las resoluciones judiciales.
Para alcanzar esta última finalidad jurisdiccional, el procurador de los tribunales es el especialista que lleva a cabo las actuaciones jurídicas necesarias para ello, tales como liquidaciones tributarias (de impuestos de actos jurídicos documentados y tasas judiciales), inscripciones en registros públicos (de la propiedad, mercantiles, de bienes muebles, civiles, de patentes, etc.), depósitos y secuestros patrimoniales, lanzamientos, tomas de posesión y saneamiento de títulos, o publicación de edictos en boletines y prensa oficial, y la conexión de la obtención, y perfección, de todo ello, con los juzgados y tribunales en los cuales se sustancian los litigios correspondientes.
Esta figura presenta perfiles varios en los diversos ordenamientos en los que posee distintas atribuciones.

## España

Emblema del Consejo General de los Procuradores de España.

En España, el procurador de los tribunales es un licenciado en Derecho que se ha inscrito en un colegio de procuradores, ejerce la representación procesal de las partes en litigio ante los juzgados y tribunales, y se ocupa del cumplimiento forzoso de las resoluciones dictadas por dichas autoridades. 
Se encarga de representar a su cliente ante el órgano judicial recibiendo en su nombre cuantas notificaciones sean precisas para el desarrollo del proceso. De esta manera se agiliza el desarrollo del proceso judicial, evitando que el justiciable deba presentarse constantemente ante el juzgado o tribunal para ser notificado de las diferentes resoluciones que se dicten en el proceso.
Trabaja en estrecha relación con el abogado. En numerosos procedimientos judiciales es obligatoria y preceptiva su intervención, sin que el justiciable pueda en nombre propio comparecer ante los tribunales. No obstante, existen algunos procedimientos que no exigen la contratación obligatoria del procurador, y en la práctica es habitual que la representación sea ostentada por el mismo abogado que se encarga de la dirección letrada del proceso.
El procurador es el garante para la protección de la igualdad de las partes ante la complejidad de los procesos judiciales de forma que su poderdante no pierda la posibilidad de ejercer sus derechos (se efectúen los trámites en plazo, interposición de recursos, evitando la preclusión de las oportunidades procesales).
Al procurador le corresponde velar por la normalidad del proceso, evitando dilaciones y obstáculos que puedan alargar el procedimiento.
En España, hasta la reforma de la ley de los Colegios Profesionales realizada por la Ley 25/2009, de 22 de diciembre, únicamente podían ejercer en un partido judicial. La reforma legal citada eliminó el principio de territorialidad y admitió «que un procurador que no resida en la sede del lugar donde se sigue el juicio pueda personarse y actuar como representante procesal de la parte».
Tras la implantación en España de las reformas universitarias previstas en el proceso de Bolonia, los nuevos graduados en Derecho, a diferencia de lo que ocurría anteriormente con los licenciados, no podrán acceder a la profesión de procurador solo con el trámite de la colegiación, sino que será precisa la superación de un máster de acceso a la procura de un año de duración (60 créditos ECTS), unas prácticas externas (30 créditos ECTS) y un examen de aptitud profesional.

### Presidentes de la Junta Nacional de los Ilustres Colegios de Procuradores de los Tribunales de España
- Manuel Martin-Veña y Ranero, (1943 - 1947)
- Carlos Salas y Sánchez-Campomanes (1947 - 1960)
- Fernando Aguilar Galiana (1960 - 1974)

### Presidentes del Consejo General de los Ilustres Colegios de Procuradores de los Tribunales de España
- José Granados Weil (1974 - 2001)
- Juan Carlos Estévez Fernández-Novoa (2001 - 2024)
- Ricardo Garrido Rodríguez (2024 - )